# Massacres de hútus durante a Primeira Guerra do Congo
Os massacres de hútus durante a Primeira Guerra do Congo referem-se ao assassinato em massa de homens, mulheres e crianças hútus ruandeses, congoleses e burundianos em aldeias e campos de refugiados, perseguidos enquanto fugiam pelo território da República Democrática do Congo de outubro de 1996 a maio de 1997.

## Contexto
Em outubro de 1996, durante a Primeira Guerra do Congo, as tropas da Aliança das Forças Democráticas para a Libertação do Congo (AFDL), apoiada por Ruanda, atacaram campos de refugiados no leste da República Democrática do Congo, onde viviam 527.000 e 718.000 refugiados hútus em Quivu do Sul e Quivu do Norte, respectivamente. Elementos da AFDL e, sobretudo, do Exército Patriótico de Ruanda (EPR) bombardearam sistematicamente vários campos e cometeram massacres com armas leves. Esses primeiros ataques custaram a vida de 6.800-8.000 refugiados e forçaram a repatriação de 500.000-700.000 refugiados de volta para Ruanda.
Enquanto os sobreviventes fugiam para o oeste da República Democrática do Congo, as unidades da AFDL os perseguiram e atacaram seus acampamentos improvisados, matando outros milhares. Esses ataques e assassinatos continuaram a se intensificar à medida que os refugiados se deslocavam para o oeste a até 1.800 km de distância. O relatório da Comissão Conjunta das Nações Unidas relatou 134 locais onde tais atrocidades foram cometidas. Em 8 de julho de 1997, o Alto Comissariado das Nações Unidas para os Direitos Humanos declarou que "cerca de 200.000 refugiados hútus poderiam ter sido massacrados".

## Perseguição e repressão
Segundo Roberto Garretón, Relator Especial da ONU para a situação dos direitos humanos no Congo,
| “ | A tática [consistia] em sitiar os campos antes de atacá-los, [...] convocando os habitantes das cidades predominantemente hútus para reuniões em escolas ou igrejas, a fim de massacrá-los; lançar apelos nas rádios oficiais pedindo a todos os que se escondem nas florestas para sair para procurar atendimento médico e ajuda alimentar, a fim de matá-los; e dificultar ou opor-se às operações humanitárias nos campos". | ” |

A Human Rights Watch e os Médicos Sem Fronteiras relataram vários incidentes nos quais assassinatos foram realizados quase exclusivamente com facas, machetes ou baionetas para evitar assustar outros refugiados na estrada e deixar menos vestígios do assassinato.

### Mulheres e crianças
Crianças juntamente com os adultos foram mortas indiscriminadamente, às vezes de maneiras particularmente cruéis, com golpes de machadinhas ou com a cabeça esmagada contra uma parede ou tronco de árvore. Outras foram queimadas vivas em suas casas, junto com suas famílias. O Relatório de Exercícios de Mapeamento da República Democrática do Congo do Escritório do Alto-comissário das Nações Unidas para os Direitos Humanos relacionou incidentes de mulheres que foram estupradas antes de serem mortas, por exemplo, durante os massacres de refugiados em Hombo em dezembro de 1996. As mulheres também foram torturadas e submetidas a mutilações, especialmente sexuais, durante esses massacres.

### Assistência humanitária retida e usada como armadilha
Em várias ocasiões, as forças atacantes impossibilitaram a obtenção de ajuda humanitária a refugiados famintos, exaustos e doentes, seja bloqueando o acesso a eles ou realocando-os fora do alcance da assistência, privando-os, assim, de recursos essenciais à sua sobrevivência. As agências de ajuda humanitária foram usadas repetidamente pelos militares para localizar refugiados ou atraí-los para fora da floresta a fim de eliminá-los.
| “ | Nos primeiros três meses de 1997, muitos refugiados morreram de exaustão e fome durante a viagem entre Kigulube e Shabunda. Correndo o risco de serem mortos a qualquer momento, os integrantes desses grupos, que não estavam familiarizados com o ambiente e estavam subnutridos, não receberam ajuda humanitária. Tendo impedido as agências humanitárias de operar fora de um raio de 30 quilômetros de Bucavu, os oficiais da AFDL/APR estabeleceram a condição de que os facilitadores da AFDL deveriam acompanhar todas as suas missões. De acordo com várias testemunhas, estes facilitadores aproveitaram a sua presença ao lado dos trabalhadores humanitários para fornecer aos soldados da AFDL/APR informações sobre o paradeiro e os movimentos dos refugiados. Desta forma, os soldados foram capazes de matar os refugiados antes que eles pudessem ser resgatados e repatriados. Durante o mesmo período, os soldados da AFDL/APR proibiram oficialmente os civis zairianos que viviam na região de prestar assistência aos refugiados. Sob essa restrição, os soldados mataram um número desconhecido de zairianos que ajudaram diretamente os refugiados ou colaboraram com ONGs internacionais e organizações da ONU para localizá-los e ajudá-los. O número total de refugiados que morreram de fome, exaustão ou doença nesta parte do Quivu do Sul é impossível de estabelecer, mas provavelmente foram várias centenas, ou mesmo vários milhares. | ” |

### Ocultação de provas
O massacre de refugiados continuou concomitantemente com a erradicação de túmulos. De acordo com investigações da ONU, da Human Rights Watch, e dos Médecins Sans Frontières, os perpetradores do massacre de refugiados fizeram esforços conjuntos para esconder as provas limpando os locais do massacre, queimando cadáveres e matando ou intimidando testemunhas.
| “ | Os esforços em ambas as áreas - limpezas e intimidação intensificaram-se desde abril de 1997, paralelamente a um aumento nas denúncias de massacres e a chegada à região em quatro ocasiões de equipes de investigação das Nações Unidas. A pressão da comunidade internacional sobre o governo congolês para cooperar com as missões da ONU também pode ter contribuído para a intensificação dos esforços de limpeza e intimidação por parte da AFDL e seus aliados. | ” |

### Massacres de hútus de todas as nacionalidades
Muitos refugiados hútus do Burundi que viviam em Quivu do Sul compartilhavam o destino de seus companheiros ruandeses e congoleses. Muitos foram mortos quando seus acampamentos foram atacados ou enquanto fugiam para o oeste com os ruandeses. Outros se afogaram quando tentaram cruzar o Lago Tanganica em busca de segurança e outros foram massacrados pelo exército burundiano quando foram repatriados à força para o Burundi, especialmente no posto fronteiriço de Gatumba, mas também em outro lugar ao longo do rio Ruzizi, onde tentaram atravessar a fim de alcançar as províncias burundianas de Bubanza e Cibitoke.
Os hútus de nacionalidade congolesa também foram selecionados e alvejados. Um exemplo é o assassinato, em 30 de outubro de 1996, de 350 hútus congoleses por unidades da AFDL com golpes de martelo na cabeça no centro da cidade de Rutshuru.
| “ | Nos dias que antecederam os massacres, os soldados apelaram aos civis que haviam fugido da aldeia de Kiringa, a um quilômetro de Rutshuru, para que retornassem para casa para participar de uma grande reunião pública em 30 de outubro. Quando voltaram à aldeia, os moradores de Kiringa foram conduzidos ao centro da cidade de Rutshuru e confinados na assembleia do Parque Nacional Albert. À tarde, os militares começaram a fazer um cadastro e pediram às pessoas de origem étnica nande que voltassem para casa. Em seguida, separaram os homens e as mulheres, alegando que as mulheres tinham que ir preparar a refeição. As mulheres foram levadas para a Maison de la Poste, onde foram executadas. Os homens foram amarrados e conduzidos aos pares até uma pedreira de areia a várias dezenas de metros da assembleia do Parque Nacional Albert. Todos foram então executados com golpes de martelos. | ” |

## Envolvimento estatal
Em uma entrevista ao Washington Post em 9 de julho de 1997, o presidente ruandês Paul Kagame (então ministro da Defesa) reconheceu que as tropas ruandesas desempenharam um papel fundamental na criação da AFDL e participaram de sua campanha. Segundo o presidente Paul Kagame, a estratégia de campanha consistia em três elementos: a) destruir os campos de refugiados; b) destruir as antigas Forces armées rwandaises (FAR) e a Interahamwe, baseadas dentro e ao redor dos campos; e c) derrubar o regime de Mobutu. Seguindo sua pesquisa sobre a história completa do genocídio de Ruanda e os crimes da Frente Patriótica de Ruanda (FPR), por meio de entrevistas com desertores da FPR, ex-soldados e sobreviventes das atrocidades, apoiadas por documentos que vazaram de um tribunal da ONU, o Tribunal Penal Internacional para o Ruanda, Judi Rever, uma jornalista investigativa canadense e autora, alegou que o governo de Ruanda é "o responsável final pela morte de cerca de 200.000 hútus ruandeses e congoleses no Zaire / RDC em 1996-1997 e de inúmeros hútus que retornaram a Ruanda dos campos de refugiados entre 1995 e 1998.

## Outras leituras
- Filip Reyntjens and René Lemarchand (2011). «Mass Murder in Eastern Congo, 1996–1997». Forgotten Genocides: Oblivion, Denial, and Memory. [S.l.]: University of Pennsylvania Press. pp. 20–36. ISBN 978-0-8122-2263-0. JSTOR j.ctt3fhnm9.5

- Este artigo foi inicialmente traduzido, total ou parcialmente, do artigo da Wikipédia em inglês cujo título é «Massacres of Hutus during the First Congo War».